# 李思振
李思振（1546年—1593年），字子育，号韦箴，广东海阳鶴巢里人。明朝官員。

## 生平
李思振为万历元年（1573年）癸酉科举人，十七年（1589年）己丑科进士。吏部觀政，十八年（1590年）四月除铜陵知縣，二十一年（1593年）卒於任上，熊懋官接任。

## 家族
曾祖李大受，號桂斋，以長子李春芳貴封御史。祖父李春蕃，號默軒，廪生。父李一庄，號古泉，为嘉靖十六年举人，兄李思寅为嘉靖四十四年进士，李思悦為嘉靖三十五年（1556年）中进士。